# 대우 BF
대우 BF는 자일대우버스의 대형 전방엔진 상용 버스 차종이다. 1977년 11월 BD098/101의 후속 모델인 BF101의 출시 이후, BF106은 현재까지 생산되는 유일한 대한민국산 프런트 엔진 대형 버스 차종이다. 프런트 엔진 대형버스를 시내 및 농어촌용으로 운용되지 않고 있기 때문에 현재는 전량 수출용으로 생산된다.

## 특징
전형적인 전방 엔진-후륜 구동(FR) 방식의 버스이다.
1977년 최초의 모델이 생산되었고, 1982년과 1986년에 두 차례의 페이스리프트를 거쳤고 1982년에 아랍 수출용으로 생산되던 장축형 차종(BF105)을 1989년부터 대한민국 시장에 판매하였으나 기본적인 사양은 바뀌지 않았다.
1998년 4월부터 승합형은 내수 판매가 전면 중단되었고 2001년부터는 BS106 로얄시티의 바디를 응용한 빅 마이너체인지 모델인 BF106 및 BF120이 생산되고 있으나 내수판매는 2003년 운전교습용을 먼저 단종시키고, 2010년에는 현금수송용까지 생산이 종료되어 현재는 전량 아랍권에 수출된다.
전방 엔진 차량답게 바닥이 1m 정도로 높고 전후 높이가 일정하며, 옵션으로 제공되는 냉방 장치는 기본적으로 후방에 서브 엔진 타입으로만 장착된다(냉방기 가동용 엔진은 초기에는 이스즈 C223, 후기에는 대우중공업에서 라이센스 생산한 DC23 엔진을 사용함).
직렬 6기통 엔진을 사용하며, 엔진은 두산인프라코어(구 대우종합기계)가 공급했다. 변속기는 전진 5단, 후진 1단의 S&T중공업(구 통일중공업, 동양기계) 수동변속기가 기본적으로 장착되고, 옵션으로 전진 6단, 후진 1단의 ZF제 수동변속기가 장착된다. 서스펜션은 리프 서스펜션(판스프링)을 사용한다.

## 모델

### BF101 (1977년~1991년)
전장 10.1미터급 대형 버스. 새한자동차 시절인 1977년 BD098/101의 전륜을 약간 뒤로 이동시켜 전문 설치가 가능한 형태의 개량형 후속으로 출시되었다. 일본 이스즈의 섀시와 바디 스타일을 이어받았으나, 엔진은 대우중공업이 독일 MAN SE사와 기술제휴로 만든 D0846HM(7,255cc급) 엔진을 사용하였고, 형식은 자가용/직행/관광용의 전문형과 도시형/농어촌용의 전중문형, 자가용/시외완행용의 중문형이 있었다. 다만 1977년 출시 초기에는 자가용/시외직행/완행용의 중문형만 나왔다가 1978년부터 전문형과 전중문형 도시형버스가 나왔다.
1977년 11월 출시당시 초기 모델은 전면부의 범퍼가 양 옆 끝이 헤드램프 옆을 감싸듯이 올라가 있어서 전면 범퍼가 그릇단면도 형식을 띄고 있었고 전면 라디에이터 그릴부분에 SMC 로고가 부착되어 있었고 후면부에는 중앙에 SAEHAN 로마자가 이탤릭체로 부착되어 있었고 추가로 그 바로 위에 새한자동차 마크가 부착되어 있었다. 전중문 도시형의 경우 전중문 모두 문 유리창이 위아래로 분할되어 있었다가 1979년에 중문 유리창의 하부가 막힌 형식으로 진화하였다. 당시만 해도 왼쪽 뒷편에 비상문을 달고 있었으나 1980년부터 비상문을 설비하지 않기 시작하였다. 다만 중문형은 운전석 쪽에 비상문을 따로 두고 있었다. 시내버스형의 실내 천장의 둥근 손잡이는 흰색을 띄고 있었다. 초기 모델의 경우 전중문 승합형의 대차시기는 대체로 1980년대 중후반에 이루어졌으나 각 도시의 성격에 따라 더 일찍이 조기대차한 사례도 적지 않았다. 완행형의 중문형은 1980년대 중반부터 대차시기에 들어가서 1988년에 리어엔진 냉방형 시외버스로 대차되어 일부는 중고로 매각되어 소수 비사업 부문 자가용으로 매입하기도 하였다.
1982년 9월에 페이스리프트를 받았으며, 1983년 대우자동차가 인수한 이후 전후면부에 'DAEWOO' 로고를 부착하였고 이 해에 완행형도 도시/농어촌형과 같이 전중문형식도 채택이 가능하게 되었다. 1984년 시내버스형에 슬라이딩형 중문이 옵션으로 채용되고., 하차벨 (콜부저) 형태는 1984년형까지 고무몰딩을 누르면 중문 위에 "다음 정류소에 정차합니다"라는 초록색 아크릴판 문구가 새겨진 하차벨을 적용하였다가 1985년 2월말 생산분부터 외눈박이형 BS105와 같은 크롬도금 하차벨 형식으로 바뀌었다. 당시 슬라이딩 중문 차량은 주로 부산, 인천, 광주, 대전 등에서 많이 이용하였고 중소도시 및 농어촌 지역은 대부분 폴딩중문차량을 많이 이용하였다. 서울특별시의 경우 이 해부터 주로 동종 리어엔진 시내버스인 BV101을 많이 도입하여 오히려 슬라이딩 중문차량은 보기 드물게 되었다. 시내버스형의 실내 천장의 둥근 손잡이는 파란색을 띄고 있었다. 1986년 4월 단종으로 끝을 내고 1986년 5월 대우 BF101Q에 통합 하여 대우 BF101 시내형과/시내직행좌석형/시외급행형//완행/관광/자가용/직행형의 경우 1984년 10월 초순부터 대우 BF101 일반형과 대우 BF101과 고급형 대우 BF101Q로 나뉘어 생산되었다. 2기모델 대차시기의 경우 서울특별시에 운행한 시내버스/시내좌석형과 현재 광역시급 지역에서 운행한 시내좌석형은 1980년대 후반에 조기대차된 사례도 많았으며 이 외에도 도시/농어촌 승합형은 대부분 1990년부터 1993년 사이에 걸쳐 대차가 이루어지다가 1995년부터 1996년까지 전부 대차하였다.
1986년 5월, 2등식 헤드램프와 좀 더 간결해진 앞모습, BS105와 같은 형태의 대시보드, 일체형 전문 유리창 등으로 마이너 체인지 하면서 도시형/농어촌용/자가용/직행형 모두 BF101Q로 통합 생산되었고, 이는 일명 외눈박이이고, 서울 및 부산 등 대도시에서는 프런트 엔진 버스의 도입을 조례 개정으로 금지하면서 도입이 중단되었다. 그 시기에는 경기도의 주요 시군 지역에서는 서울 등 대도시에서의 조례에 따른 도입 금지와 무관하게 계속 출고하였으며 시외버스에서도 이와 무관하게 출고시킨 운수사도 더러 있었다. 다만, 엔진은 D1146(스톰엔진·8,071cc급)으로 바뀌었다. 대우 BF101Q 1987년 9월에 단종 하여 끝을 내며 1987년 9월부터 대우 BF101 외눈박이 차량으로 명칭도 다시 대우 BF101로 환원되었다. 1988년 4월 전면 통풍구 모양이 바뀌고 라디에이터 그릴 위의 명패가 없어지면서 기존 명칭인 BF101로 환원되었고, 1989년에는 장축형인 BF105가 대한민국 승합용도로 시판하기 직후에도 한동안 병행 생산하였다가, 승합형은 1991년 1월까지, 현금수송 및 운전교습용은 1991년 6월까지 생산되었다. 슬라이딩 중문차량은 주로 중도시 및 수도권 지역에 있었고 소도시와 농어촌지역은 주로 폴딩형식 중문차량을 이용하였다. 시내버스형의 실내 천장의 둥근 손잡이는 BS105와 같이 검은색을 띄고 있었다. BF101Q 및 BF101 후기형의 대차시기는 도시/농어촌 승합형은 1993년부터 점진적으로 대차가 이루어지다가 1990년대 중·후반에 냉방도시형으로 대량 대차되었으며, 최종적으로는 2000년으로 넘어가지 못한 채 1998년~1999년에 모두 대차되었다. 이후 모든 차량이 개발도상국으로 팔려나갔다.
1970년대~1980년대 시내버스로 가장 인기있는 차종이었으며, 이 외에 현금수송용 및 장의용 차량으로도 많이 이용되었다. 1979년 10월 26일, 박정희 대통령의 국장 당시 특수 주문 제작된 운구용 특장차량의 베이스 모델로 채택되었다(현재 해당 차량은 장례용 장식이 부착된 상태 그대로 국립서울현충원에 지금까지 보존되어 있음). 1977년부터 1985년 1월까지 30,000대를 생산하였고, 1977년부터 1991년까지 37,000대 가까이 생산되어 2000년대 초까지 한국 최다 판매 대형버스의 기록을 갖고 있기도 하였다.

#### 과거에 보유했던 업체
- 경원여객
- 김포교통
- 신길운수
- 삼영운수
- 부강교통 (현 보영운수)
- 신진운수
- 서울승합
- 경기여객 (현 경기고속)
- 경향여객
- 화곡교통
- 강인여객
- 경인여객
- 소신여객
- 세풍운수
- 화영운수
- 부평여객
- 평안운수
- 인항여객
- 용일여객
- 대양운수
- 강화운수
- 수원여객

### BF105 (1982년~2000년)
전장 10.5미터급 대형 버스. 1982년 9월 BF105를 아랍 수출 전용 모델로 출시하였고, 초기에는 D0846HM 엔진을 사용하다가 1986년부터 D1146 스톰엔진을 사용했다. 1989년부터 대한민국 내에도 판매를 시작하였고, 이때 현존하는 차량들처럼 4등식 헤드램프 형태로 페이스리프트되었다. 이 후로 한동안 BF101 도 승합형이 병행 생산하였다가 1991년 1월 BS106 출시에 맞추어서 BF101 승합형이 단종된 것과 달리 BF105는 프론트엔진 버스 모델로 존속되었다. 자가용/직행용인 전문형 모델도 있었으나 발매 당시 대한민국에서 프런트 엔진 버스가 퇴조기에 있었기에 도시형, 농어촌용 전중문형 모델의 판매가 압도적으로 많았다. 경쟁차종인 현대자동차의 FB500이 낮은 출력과 차체 강성 문제로 판매가 저조하여 1992년 생산을 중단하였으나 BF105는 차체가 튼튼하고 험로 주파력이 강하다는 이유로 농어촌에서 꾸준한 수요가 있어 1998년까지 계속 생산되었다. 1995년에 일반 시내/농어촌 승합형 서브타입 냉방버스 사양이 등장하였고 1995년 중반에 전문/폴딩 중문의 유리창이 둥근 모서리에서 각진 모서리로 변경되었다가 승합형은 1998년 4월, 현금수송용 및 운전교습용은 2000년 4월에 생산을 중단하였다. 수도권을 제외한 지방의 중소 도시와 전국의 농어촌에서 시내/군내 노선버스로 사용되었으며, 광역시 중에서는 대전에서만 유일하게 1994년까지 도시형 노선버스로 도입되어2003년까지 운행하였다. 부산에서는 시내버스에서 1대도 없던 이 차량을 마을버스로 운행했으며, 2005년까지 운행하였다.
수도권에서는 경기도 동두천시의 대양운수와 양평군의 금강고속, 안성군의 대신여객(1998년 부도로 폐업)에서 완행버스로 투입되었다. 전국적으로는 충청남도 금산군의 한일교통이 가장 마지막까지 BF105를 운행하였으며, 2008년 이 차량의 대·폐차를 끝으로 영업용 BF105는 모두 퇴역하여 현재는 운전교습용으로만 간혹 볼 수 있으며, 금호상사가 2대 가량을 보존하고 있다. 또한 다수의 차량은 개발도상국으로 팔려나갔다. 총 10,480량이다.
- 익산여객

### BF106 (2001년~현재)
전장 10.6미터급 대형 버스. 2001년 BS106 로얄시티의 차체와 새시를 기본 바탕으로 엔진만 전방형으로 하여 출시되었다. 승합형은 주로 아랍 지역에 수출만 하고 있으며, 내수용으로는 현금수송용 및 운전교습용으로만 출시되었으나 운전교습용은 2003년 단종과 함께 대우 BS106 로얄시티로 대체되었다. 현금수송용도 역시 판매량 저조, 은행강도 문제, 현금 관리 관련 비용 처리 문제 등 금융과 관련된 이슈를 이유로 2010년에 단종되었다. 엔진은 D1146, DE08TIS, DL08, DL06엔진이 탑재하게 되었다.

### BF120 (1988년~2001년)
전장 12미터급 대형버스. 2001년, BF106 차량의 전장을 늘인 업그레이드 차량이며, 수출전용으로 대한민국에서는 판매하지 않는다. 실제 BF120은 1988년에 공식적으로 출시하여 전량 태국에 수출되었지만 태국에서 당시 일본의 이스즈, 독일의 벤츠 등 여러 업체들이 한국에서 수입한 BF120의 도입을 지연시키거나 아예 막은 바 있었다.

## 같이 보기
경쟁 차종
- 현대 FB - 485, 500 모두 공통된 차종
- 아시아자동차 AM907 - HA20보다는 사정이 낫지만 호남권에서 주로 출고된 차량이며 하위 바리에이션에는 AM907L이라는 저상버스 모델도 존재함.
- 동아 HA20 - 서령버스, 삼용버스 등 극소수의 업체에서만 주로 출고한 차량

후속 및 개량형 차종
- 대우 BS105, BS105L, BS106, BS106L, BS090 - BS090 제외 전 차종이 BF의 정신적 후신 차종이며, BS090은 BF105와 같은 엔진의 계보를 이은 차종
- BM090 - BF105와 같은 엔진의 계보를 이은 중형 차량
- BV101 - BF101의 리어엔진 버전 차량이지만, 도시형 사양으로만 제작된 모델
- BR101 - BF101의 리어엔진 버전 차량으로, 시외직행 및 서울 좌석버스, 자가용, 관광버스로만 제작된 모델
- BU100, BU110, BU120 - BF101의 원형을 기초로 하는 리어엔진 차량